# Spoorlijn 65 (België)
Spoorlijn 65 was een Belgische spoorlijn die Roeselare verbond met Menen en verder door naar Frankrijk. De lijn was ruim 20 km lang. Tussen Roeselare en Y Meiboom liep de spoorlijn samen met spoorlijn 64. Een deel van de voormalige spoorwegbedding is nu ingericht als fiets- en wandelpad, Kezelbergroute genoemd.

## Geschiedenis
De spoorlijn werd op 14 oktober 1889 geopend door de private spoorwegmaatschappij Flandre Occidentale, die op 1 januari 1906 werd overgenomen door de Belgische Staatsspoorwegen. Op 8 oktober 1950 werd het reizigersverkeer opgeheven. Tussen Roeselare en Beitem werd het goederenverkeer opgeheven in 1952; in 1955 werden de sporen opgebroken. Tussen Beitem en Menen bleef nog tot in 1975 goederenverkeer mogelijk. In 1978 werden ook daar de sporen opgebroken.
In 2013 is ook het stuk tussen Menen en de Franse grens, gebruikt als industrieaansluiting naar schrootverwerker Galloo, opgebroken (het spoor eindigt enkele meters na de aftakking vanaf lijn 69).
Op de bedding van de verdwenen spoorlijn werd een fiets- en wandelpad aangelegd met de naam Kezelbergroute. Het is een van de groene assen in beheer van de provincie West-Vlaanderen.
De spoorlijn was enkelsporig uitgevoerd en werd nooit geëlektrificeerd.

## Aansluitingen
In de volgende plaatsen is of was er een aansluiting op de volgende spoorlijnen:
Roeselare
Spoorlijn 64 tussen Roeselare en Ieper
Spoorlijn 66 tussen Brugge en Kortrijk
Y Meiboom
Spoorlijn 64 tussen Roeselare en Ieper
Menen
Spoorlijn 69 tussen Y Kortrijk-West en Abele
Menen grens
RFN 268 000 tussen Somain en Halluin

## Galerij

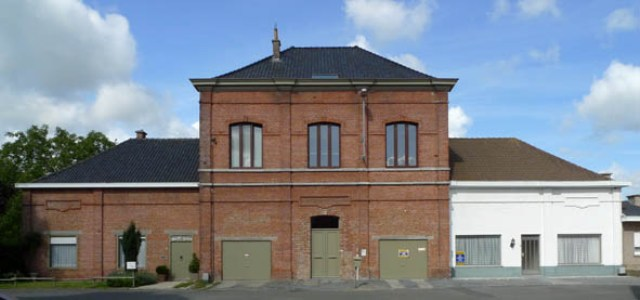
Station Ledegem.